# Sohrab Sepehri
Sohrab Sepehri (7 de octubre de 1928 - 21 de abril de 1980) fue un destacado poeta y pintor de Irán. Se le considera uno de los cinco poetas iraníes más famosos que han practicado la poesía moderna, entre Nima Yushich, Ahmad Shamlou, Mehdi Akhavan-Sales y Forugh Farrojzad. Sepehri también fue uno de los pintores modernistas más importantes de Irán. Muy versado en el budismo, el misticismo y las tradiciones occidentales, mezcló los conceptos occidentales con los orientales, creando así una especie de poesía insuperable en la historia de la literatura persa. Para él, las nuevas formas eran nuevos medios para expresar sus pensamientos y sentimientos. Su poesía se ha traducido a muchos idiomas, incluyendo inglés, francés, español, alemán, italiano, sueco, árabe, turco y ruso. Una traducción al inglés de sus poemas seleccionados por Ali Salami fue publicada en 2003. Su poesía intenta evocar la humanidad y preocupación por los valores humanos. En sus poemas también se hace patente el interés por la naturaleza y se refiere a ella con frecuencia.

## Biografía
Sohrab Sepehri nació en Kashan, Irán. En 1944, fue anfitrión de una exposición de pintura. En 1951, publicó su primer libro de poesía que siguió a otros pocos libros en el mismo año. Dos años más tarde, se graduó de la universidad de bellas artes de Teherán. En 1957, viajó a Qazvín y asistió a la Escuela de Bellas Artes de París en litografía, por lo que tres años más tarde, viajó a Tokio para continuar sus estudios de litografía y talla en madera, mientras publicaba tres libros de poemas. En el camino de vuelta a Irán desde Japón, visitó la India y se familiarizó con la ideología del budismo. Entre 1964 y 1966, se dedicó a realizar viajes entre Pakistán y Afganistán, Alemania, Inglaterra, Francia, España, los Países Bajos, Italia y Austria. En 1976, publicó su último libro llamado Hasht Ketab (ocho libros), que era la recopilación de casi todos sus poemas publicados en un solo volumen. Sepehri murió en el hospital Pars en Teherán a causa de una leucemia, después de viajar a Inglaterra para recibir tratamiento dos años antes, que no dio fruto.

## Obras
- Hasht Ketab (Ocho libros) (1976)
- La muerte del color (1951)
- La vida de los sueños (1953)
- Todo nada, todo mirada (No se publicó hasta 1977)
- Aguacero del sol (1958)
- Al este del dolor (1961)
- El oasis de ahora (1965)
- El ambulante (1966)
- El espacio verde (1967)[6]

## Obra en español
La edición y traducción de Los ocho libros de Sohrab Sepehrí, elaborada por Ariel Miller, ha sido publicada por el Fondo Editorial Opción en México en el año 2021. Sepehrí, Sohrab (2021). Los ocho libros. Poesía reunida. México: Fondo Editorial Opción. ISBN 9786079896911.